# 엔겐
엔겐(延元, えんげん)은 일본 남북조 시대의 연호(元号) 중 하나이다. 남조에서 사용되었다.
- 전후 : 겐무(建武) 이후 - 고코쿠(興国) 이전.
- 시기 : 1336년 ~ 1339년
- 천황
  - 남조 : 고다이고 천황, 고무라카미 천황
  - 북조 : 고묘 천황
- 쇼군 : 무로마치 막부의 아시카가 다카우지

## 개원(改元)
- 겐무 3년 2월 29일(율리우스력 1336년 4월 11일), 개원.
- 엔겐 5년 4월 28일(율리우스력 1340년 5월 25일), 고코쿠로 개원된다.

## 출전
『양서(梁書)』

## 엔겐 시기에 일어난 일
- 원년
  - 미나토가와 전투
  - 아시카가 다카우지가 고묘 천황을 옹립하고, 겐무시키모쿠(建武式目)를 제정해 막부를 연다.
  - 고다이고 천황이 교토를 탈출해 요시노에서 남조를 세운다.
- 2년
  - 에치젠에서 가네가사키 성이 함락된다.
- 3년
  - 닛다 요시사다, 기타바타케 아키이에 등이 전사한다.
  - 기타바타케 지카후사가 노리요시 친왕(고무라카미 천황)・무네요시 친왕을 모시고 뱃길로 도고쿠(東国)로 향하던 중 폭풍을 만난다. 지카후사는 두 친왕과 헤어져 표류하고 이후 간토를 떠돌게 된다.

### 죽음
- 원년
  - 나와 나가토시
  - 유키 지카미쓰
  - 지구사 다다아키
  - 구스노키 마사시게
  - 구스노키 마사스에
  - 고후시미 천황
- 3년
  - 요시다 사다후사
  - 쓰네요시 친왕
  - 닛타 요시사다
  - 기타바타케 아키이에

## 서력과의 대조표
| 엔겐 | 원년     | 2년      | 3년         | 4년        | 5년        |
| 서력 | 1336년   | 1337년   | 1338년      | 1339년     | 1340년     |
| 북조 | 겐무 3년 | 겐무 4년 | 랴쿠오 원년 | 랴쿠오 2년 | 랴쿠오 3년 |
| 간지 | 병자     | 정축     | 무인        | 기묘       | 경진       |

## 같이 보기
- 일본의 연호 일람

| 이전 겐무 | 일본 남조의 연호 1336년 ~ 1340년 | 다음 고코쿠 |